# Ожика
Ожика (Luzula) — рід багаторічних трав'янистих рослин родини ситникових (Juncaceae). Мають короткі горизонтальні або висхідні кореневища. Стебла доверху облиствені. Листки лінійні з замкнутими піхвами, по краю пластинок вкриті білими волосинками. Стеблові листки дрібніші за прикореневі. Квітки двостатеві, дрібні, зібрані в колосоподібних, зонтикоподібних чи головчастих верхівкових суцвіттях. Плід — одногніздна коробочка, що розкривається трьома стулками. Три насінини, округлої або яйцеподібної форми, з борошнистим придатком.
Рід налічує близько 115 видів, поширених у холодних і помірних зонах земної кулі. В Україні зустрічаються 11 видів ожики. Найпоширеніші ожика бліда (Luzula pallescens), ожика волосиста (Luzula pilosa) і ожика багатоквіткова (Luzula multiflora), які ростуть по луках, лісах, трав'янистих місцях. В Карпатах, на кам'янистих місцях, зустрічається ожика колосиста (Luzula spicata). Також зустрічається ожика гайова (Luzula luzuloides).
Представники роду загалом не схильні до утворення мікоризи, хоча деякі види утворюють арбускулярну мікоризу, зокрема Luzula campestris, Luzula hawaiiensis, Luzula pilosa, Luzula spicata.

## Назва
Наукова назва можливо походить від італ. lucciola — «блищати, виблискувати», чи від латинського luzulae або luxulae, від lux — «світло», через те, як рослини виблискують, коли вологі від роси. Назва ожика має неясне походження;
пов'язується (за Фасмером) з рос. ёж і др. ожъ — «їжак».